# فيدور ليخوليتوف
فيدور ليخوليتوف (بالروسية: Лихолитов, Фёдор Анатольевич) مواليد 14 مارس 1980 في سانت بطرسبرغ، الجمهورية الروسية السوفيتية الاتحادية الاشتراكية، هو لاعب كرة سلة روسي. بدأ مسيرته الاحترافية في سنة 2002. يلعب في دوري اتحاد في تي بي كلاعب وسط. يحمل الرقم 34. يبلغ طوله 6 قدم 11 بوصة (2.1 م).

## المسيرة الاحترافية
لعب مع ستراسبورغ أي جي في الدوري الفرنسي في سنة 2002، ثم لعب مع أريس من سنة 2002 إلى 2004، ثم لعب مع دينامو موسكو من سنة 2004 إلى 2006، ثم لعب مع زينيت سانت بطرسبرغ في الدوري الروسي من سنة 2006 إلى 2008، ثم لعب مع يونيكس قازان في سنة 2009، ثم لعب مع بشكتاش لكرة السلة في الدوري التركي من سنة 2009 إلى 2011، ثم لعب مع كراسني كريليا من سنة 2011 إلى 2013، ثم لعب مع كرانسي أوكتيابر في الدوري الروسي في سنة 2013.

## روابط خارجية
- فيدور ليخوليتوف على موقع الاتحاد الدولي لكرة السلة (الإنجليزية)
- فيدور ليخوليتوف على موقع الدوري الأوروبي لكرة السلة (الإنجليزية)
- فيدور ليخوليتوف على موقع كرة السلة الأوروبية.كوم (الإنجليزية)
- فيدور ليخوليتوف على موقع DraftExpress.com (الإنجليزية)
- فيدور ليخوليتوف على موقع كلية كرة السلة في سبورتس رفرنس.كوم (الإنجليزية)
- فيدور ليخوليتوف على موقع ريلجم (الإنجليزية)
- فيدور ليخوليتوف على موقع بروبوليرز (الإنجليزية)
- فيدور ليخوليتوف على موقع سبورتس رفرنس (الإنجليزية)